# بخش بلوم، شهرستان نجیب، مینه سوتا
بخش بلوم (به انگلیسی: Bloom Township) یک منطقهٔ مسکونی در ایالات متحده آمریکا است که در شهرستان نوبلز، مینه‌سوتا واقع شده‌است.
 بخش بلوم ۹۲٫۹ کیلومتر مربع مساحت و ۲۱۳ نفر جمعیت دارد و ۵۰۵ متر بالاتر از سطح دریا واقع شده‌است.